# Laxgröppa
Laxgröppa (Byssomerulius albostramineus) är en svampart som tillhör divisionen basidiesvampar, och som först beskrevs av Camille Torrend, och fick sitt nu gällande namn av Kurt Egon Hjortstam. Laxgröppa ingår i släktet Byssomerulius, och familjen Meruliaceae. Enligt den svenska rödlistan är arten sårbar i Sverige. Arten förekommer i Götaland, Svealand, Nedre Norrland och Övre Norrland. Artens livsmiljö är skogslandskap.